# HVDC 변환소
HVDC 변환소(HVDC converter station)는 초고압직류송전을 위해 고압직류를 교류로, 또는 교류를 고압직류로 변환하는 시설이다. 교류송전망간의 주파수 변환도 백투백 방식으로 고압직류를 거쳐서 2대의 HVDC 변환기를 거쳐 변환하게 된다. 고전압용 변압기가 설치된 변전소보다 큰 부지와 많은 건설 비용이 든다.